# Gustav von Flotow

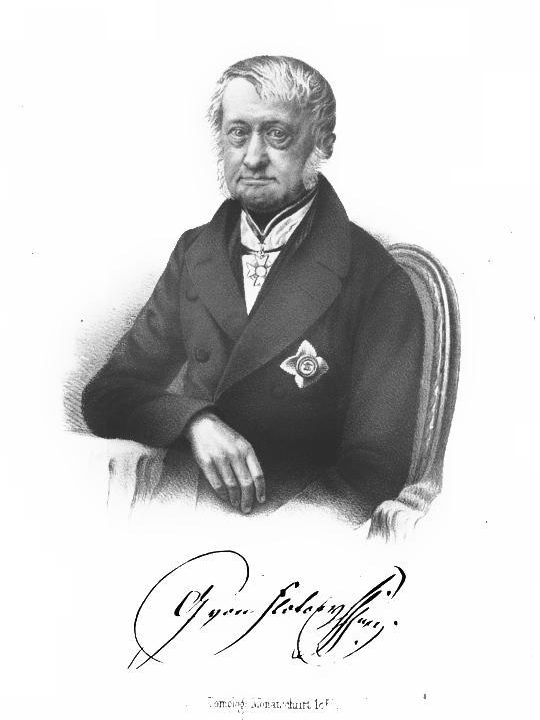
Gustav von Flotow

Gustav Friedrich Wilhelm Carl Christian Ferdinand von Flotow (* 8. Januar 1789 in Bayreuth; † 29. April 1864 in Dresden) war ein königlich sächsischer Geheimer Rat und Direktor der Ökonomischen Gesellschaft im Königreich Sachsen zu Dresden.

## Leben
Gustav von Flotow entstammt dem seit 1241 urkundlich nachgewiesen mecklenburgischen Uradelsgeschlecht Flotow, seine Eltern waren der preußische Kammerherr und erster Kammerdirektor Helmuth Heinrich Gustav von Flotow (* 24. September 1741, † 17. September 1797) und dessen Ehefrau Magdalene Dorothea Charlotte, geborene von Benckendorff (1748–1797). Das Ehepaar hatte 1773 geheiratet und lebte zunächst in Arzberg, später auf Gut Schlottenhof bei Magdalenes Eltern. Der Vater diente im Siebenjährigen Krieg und 1778/79 in Böhmen. Ende des Jahres 1781 nahm er seinen Abschied aus dem Militär und trat 1783 eine Stelle als Landschaftsrat in Bayreuth an, wohin ihm seine Frau mit den Kindern erst 1785 folgte.
Gustav von Flotow wurde am 8. Januar 1789 in Bayreuth als elftes Kind seiner Eltern geboren, wobei vier der Geschwister bereits im frühen Kindesalter verstorben waren. Sein Vater starb am 17. September 1797. Seine Mutter kam nicht über den Verlust ihres Mannes hinweg und starb im Dezember desselben Jahres, so dass von Flotow und seine Geschwister Vollwaisen wurden. Von Flotow wurde in seiner Jugend durch den Hauptmann von Lindenfels in Neustadt am Kulm erzogen, einem Verwandten seines Schwagers Adam Friedrich Christian Karl von Lindenfels, den seine älteste Schwester Caroline 1796 geheiratet hatte.
Er heiratete am 27. Oktober 1818 in Thumsenreuth Marianne von Lindenfels (* 17. Juni 1797), die älteste Tochter seiner ältesten Schwester Caroline. Das Ehepaar hatte zwei Töchter: Ludmilla (* 11. April 1821 in Dresden; † 6. Oktober 1884 in Blasewitz) und Karoline (* 7. Oktober 1830 in Dresden; † 1. Oktober 1882 in Blasewitz). Von Flotows Frau starb am 6. Dezember 1833 in Dresden.
Gustav von Flotow starb am 29. April 1864 in Dresden.
In der Geschlechtszählung des Adelsgeschlechts von Flotow trägt er die Nummer 151. Gustav von Flotow war der jüngste Bruder des königlich bayerischen Kammerherrn und Kavalleriegenerals Georg Friedrich Carl von Flotow (* 10. April 1786, † 1876), der am 4. Januar 1829 in den bayerischen Freiherrenstand erhoben wurde und dessen Enkel Ludwig Freiherr von Flotow (* 1867, † 1948) der letzte Außenminister Österreich-Ungarns war. Seine Schwester Caroline von Lindenfels (* 1774, † 1850) führte von ihrer frühen Jugend an bis kurz vor ihrem Tod ein Tagebuch, das Einblicke in die Alltagskultur des Adels im 18. und 19. Jahrhundert gibt. Sein Cousin war der Botaniker Julius von Flotow.

## Ausbildung und Beruf
Im Jahr 1807 ging Gustav von Flotow nach Erlangen, um dort Kameralwissenschaften zu studieren. Das Studium setzte er in Leipzig fort. Nach Abschluss des Studiums trat er 1810 eine Stellung beim sächsischen Amt Voigtsberg und beim Finanzcollegium in Dresden an, um später Amtshauptmann zu werden. Da er besondere ökonomische und bauwissenschaftliche Kenntnisse besaß, durfte er 1813 den Amtshauptmann von Nostiz-Drzewicki auf einer Kommissionsreise begleiten. Bei der Übernahme des königlichen Schatullengutes Schönfeld und der Begutachtung des Kammergutes Sedlitz, das in der Schlacht um Dresden und beim Rückzug der Alliierten stark zerstört worden war, wurde er als Berater hinzugezogen.
1814 unternahm der seine erste selbständige Kommissionsreise zum Kammergut Kappan, nach der er zum Kammerrat bestellt wurde. Aufgrund seiner Leistungen im Bereich der sächsischen Domainen-Angelegenheiten wurde er 1820 zum Geheimen Finanzrat befördert und war in dieser Aufgabe als Berichterstatter in Domänen- und Hochbauangelegenheiten tätig.
1820 veröffentlichte er ein Lehrbuch zur Beurteilung und Bewertung von Domänengütern, dem 1822 ein zweiter Band folgte.
Sein ebenfalls im Jahr 1820 veröffentlichtes Werk Versuch einer Anleitung zur Abschätzung der Grundstücke nach Classen, besonders zum Behuf der Grundsteuer-Rectification. wurde die Basis für die Einführung eines neuen Grundsteuersystems in Sachsen. Er führte bei verschiedenen Wirtschaftseinrichtungen in ganz Sachsen eine Umfrage durch, die einen Überblick über die landwirtschaftlichen Zustände des Landes liefern sollten. Zur Förderung der allgemeinen sowie der landwirtschaftlichen Bildung richtete bei den landwirtschaftlichen Kreisvereinen Bibliotheken ein und sorgte für die Verbreitung von Volksleseanstalten in Sachsen. Er veranlasste Preisaussetzungen für die Verbesserungen in der Rindviehzucht.
1824 wurde er zum Deputierten bei der damaligen Landes-Oekonomie-, Manufactur- und Commercien-Deputation ernannt und 1831 zum Direktor der Ökonomische Gesellschaft im Königreiche Sachsen gewählt. 1841 wurde er durch den König Friedrich August II. zum Direktor der zweiten Abteilung des Finanzministeriums ernannt. Zu seinen Aufgaben gehörten die Verwaltung des Staatsgrundeigentums und die Aufsicht über die Bergakademie in Freiberg sowie die Akademie für Forst- und Landwirte in Tharandt. 1849 wurde er zum Geheimen Rat ernannt.
1854 schließlich trat er nach vierzigjähriger Dienstzeit in den Ruhestand.

## Pomologie

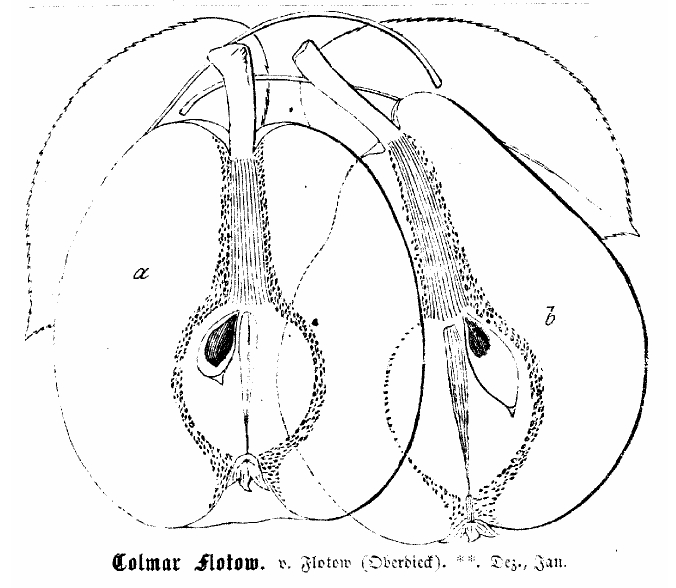
Von Flotows Butterbirne

Bereits von Flotows Vater besaß in Bayreuth einen großen Obstgarten, in dem er zahlreiche Kernobstsorten kultivierte. Dadurch wurde sein Interesse an der Natur und am Obstbau geweckt, mit dem er sich schon als Jugendlicher befasste. Während seines Studiums in Leipzig besuchte er deshalb neben den rechtswissenschaftlichen auch naturwissenschaftliche Vorlesungen.
1824 erwarb er ein Grundstück in Neustadt-Dresden, auf dem er zahlreiche Obstsorten anbaute, um ihre Eigenschaften zu studieren. Er verrichtete alle in seinem Garten anfallenden Arbeiten selbst und beschäftigte nie einen Gärtner, damit er auf diese Weise die verschiedenen Sorten und ihre Bedürfnisse besser kennen lernen konnte. Die Bäume bezog er von den angesehenen Baumschulen der Gebrüder Baumann in Bollwiller in Frankreich und von John Richmond Booth (1799–1847) in Flottbeck. Er stand in engen Austausch mit zahlreichen anderen Pomologen, darunter auch Franz Hermann Müschen aus Belitz und Johann Georg Dittrich aus Gotha; mit Eduard Lucas, Johann Georg Conrad Oberdieck und Georg Liegel tauschte er Edelreiser aus und brachte es so schließlich auf eine Sammlung mit mehr als 1000 verschiedenen Obstsorten.
Da er mit den in der pomologischen Literatur veröffentlichten Sortenbeschreibungen Probleme hatte, seine eigenen Sorten zu identifizieren, legte er eigene detaillierte Beschreibungen und Schnittzeichnungen an. Als Mitautor trug er zahlreiche Sortenbeschreibungen zum an 1859 herausgegebenen Illustrirten Handbuch der Obstkunde bei. Unter den Pomologen seiner Zeit war er als fachkundiger Sortenkenner bekannt, dessen kritisches Urteil anerkannt und geschätzt war.
Gustav von Flotow kritisierte schon früh die später widerlegte Züchtungstheorie von Jean-Baptiste van Mons. Dieser vertrat in seinem zweibändigen Werk Arbres fruitiers: leur culture en Belgique et leur propagation par la graine: ou, Pomonomie Belge, expérimentale et raisonnée., das in Europa eine große Verbreitung gefunden hatte, die Idee der successive Regeneration, wonach Obstsorten im Laufe mehrerer Generationen vegetativer Vermehrung altern und die Früchte einen qualitativen Leistungsabfall zeigen. Er war der Meinung, dass qualitativ hochwertige und leistungsfähige Obstsorten nur durch die stetige Aussaat von Kernen aus Früchten junger Bäume erhalten werden können. Von Flotow hatte erkannt, dass viele der von ihm gemachten Beobachtungen bei der Obstkultur nicht durch van Mons Theorie zu erklären waren. Er führte von ihm gemachte Beobachtungen zu Abweichungen in der Qualität der Früchte nicht auf ein Altern der Sorte, sondern richtigerweise auf den Einfluss des regionalen Klimas und der lokalen Bodenverhältnisse zurück.
Vor allem nach dem Eintritt in den Ruhestand veröffentlichte er zahlreiche Artikel über Obstbau und Sortenkunde in den Pomologischen Monatsheften, aber auch in den Schriften der ökonomischen Gesellschaft in Dresden und der Agronomischen Zeitung. Besonders am Herzen lag ihm die Empfehlung und Verbreitung von durch ihn für das regionale Klima erprobten Sorten in Sachsen. Er gab Reiser von den Sorten, die sich in seinem Garten bewährt hatten, an die Baumschule des Königlichen großen Gartens in Dresden sowie an die Landwirtschaftliche Unterrichts-, Versuchs- und Musteranstalt Hohenheim ab, wo die jeweiligen Sorten weiter kultiviert, erprobt und verbreitet wurden.

## Ehrungen
1825 wurde von Flotow mit dem Ritterkreuz des Civildienstordens ausgezeichnet. Im Jahr 1844 wurde er zum Comthur zweiter Klasse, 1852 zum Comthur erster Klasse des Civildienstordens ernannt.
Gustav von Flotow war Ehrenmitglied in der Sächsischen Gesellschaft für Botanik und Gartenbau Flora, zu deren Stiftungsmitgliedern er gehörte.
Der Pomologe Georg Liegel benannte eine von ihm gezogene Mirabellensorte zu Ehren von Gustav Flotow als Von Flotows Mirabelle. Eine von dem belgischen Obstzüchter Jean-Baptiste van Mons gezüchtete Birnensorte wurde durch J. G. C. Oberdieck von Flotow zu Ehren Von Flotows Butterbirne genannt und später unter dem Namen Colmar Flotow beschrieben.

## Werke
- Versuch einer Anleitung zur Fertigung der Ertragsanschläge über Landgüter, besonders über Domänen, als Regulativ für das Verfahren bei Veranschlagung dieser Güter und als Instruction für die Anschlagscommissarien, 1820.
- Versuch einer Anleitung zu Abschätzung der Grundstücke nach Classen, besonders zum Behufe einer Grundsteuer-Rectification. C. H. F. Hartmann, Leipzig 1820
- Das Verfahren bei Fertigung der Ertrags-Anschläge über Landgüter, nebst dazu gehörigen technischen Nutzungen, durch Beispiele erläutert. 2. Theil der Anleitung zur Fertigung der Errags-Anschläge über Landgüter. C. H. F. Hartmann, Leipzig 1822.
- Beiträge zur Geschichte der Familie von Flotow. Dresden 1844.
- Beiträge zur Statistik des Königreichs Sachsen, 1846.